# 鎌田醤油 (香川県)
鎌田醤油株式会社（かまだしょうゆ、KAMADA SOY SAUCE Inc.）は、香川県坂出市に本社を置く食品メーカー。
醤油のほか、地元香川県で需要の高い讃岐うどんのつゆも手掛ける。主にだし醤油で知られる。社紋は社名を型どり、交叉した鎌を「田」の字の上に配したもの。1903年（明治36年）に商標登録されている。

## 沿革
- 1789年（寛政元年） - 鎌田宇平太が創業。
- 1902年（明治35年） - 鎌田商会へ改称。
- 1903年（明治36年） - 社紋を商標登録。
- 1936年（昭和11年） - 鎌田勝太郎（淡翁）が居宅として「淡翁荘」を建設。
- 1941年（昭和16年） - 有限会社鎌田商会となる。
- 1970年（昭和45年） - 大阪万博で讃岐うどんつゆを出品。
- 1971年（昭和46年） - 鎌田醤油株式会社となる。
- 1987年（昭和62年） - 本社工場が竣工。醤油の通信販売を開始する。
- 1994年（平成 6年） - 通販業務のため鎌田商事株式会社を設立。
- 2002年（平成14年） - 本社及び港工場がISO 9001（2000年版）認証取得。
- 2004年（平成16年） - 淡翁荘が「四谷シモン人形館」として公開される。

## 主な商品
- だし醤油
- 醤油
  - 濃口醤油
  - さしみ醤油
- めんつゆ
  - うどんつゆ
  - 中華スープ
  - そばつゆ
- 醤油加工品
  - うどん醤油
  - ポン酢醤油
- その他
  - 2016年（平成28年）にイベントで「醤油アイス」を試験販売したところ完売したことから、2017年（平成29年）には期間限定で製造販売した[3]。

## 事業所
- 香川県坂出市
  - 本社工場
  - 港工場
  - 蔵元直売所
  - 供給センター

- 北海道帯広市
  - 帯広工場（帯広市）

## 関連施設
- 香川県坂出市
  - 鎌田共済会郷土博物館 - 登録博物館。所蔵品の一部が重要文化財。
  - 香風園 - 庭園。坂出市指定文化財（名勝）。
  - 四谷シモン人形館 淡翁荘 - 登録有形文化財。
  - 讃岐醤油画資料館 - 登録有形文化財。

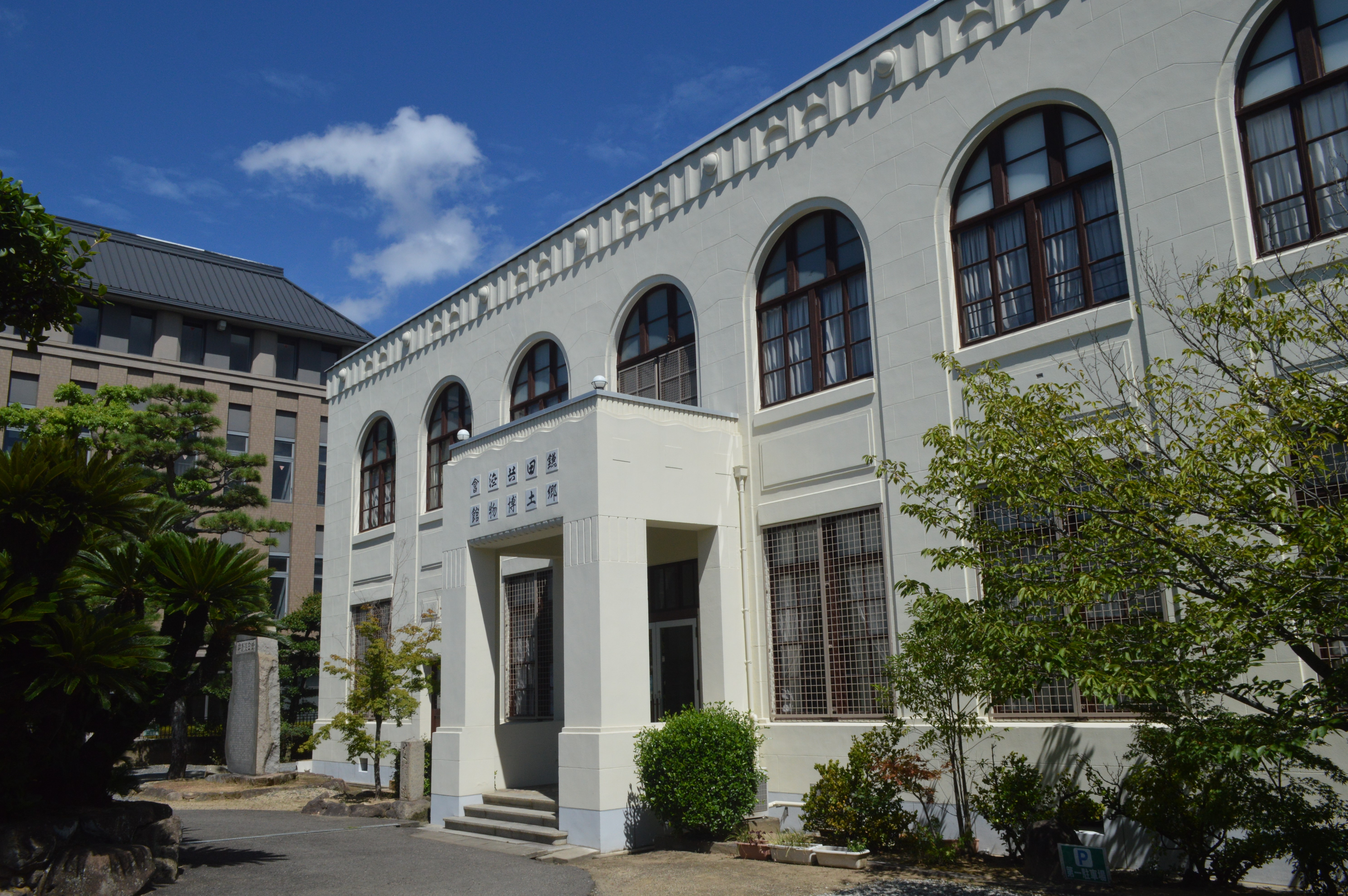
鎌田共済会郷土博物館
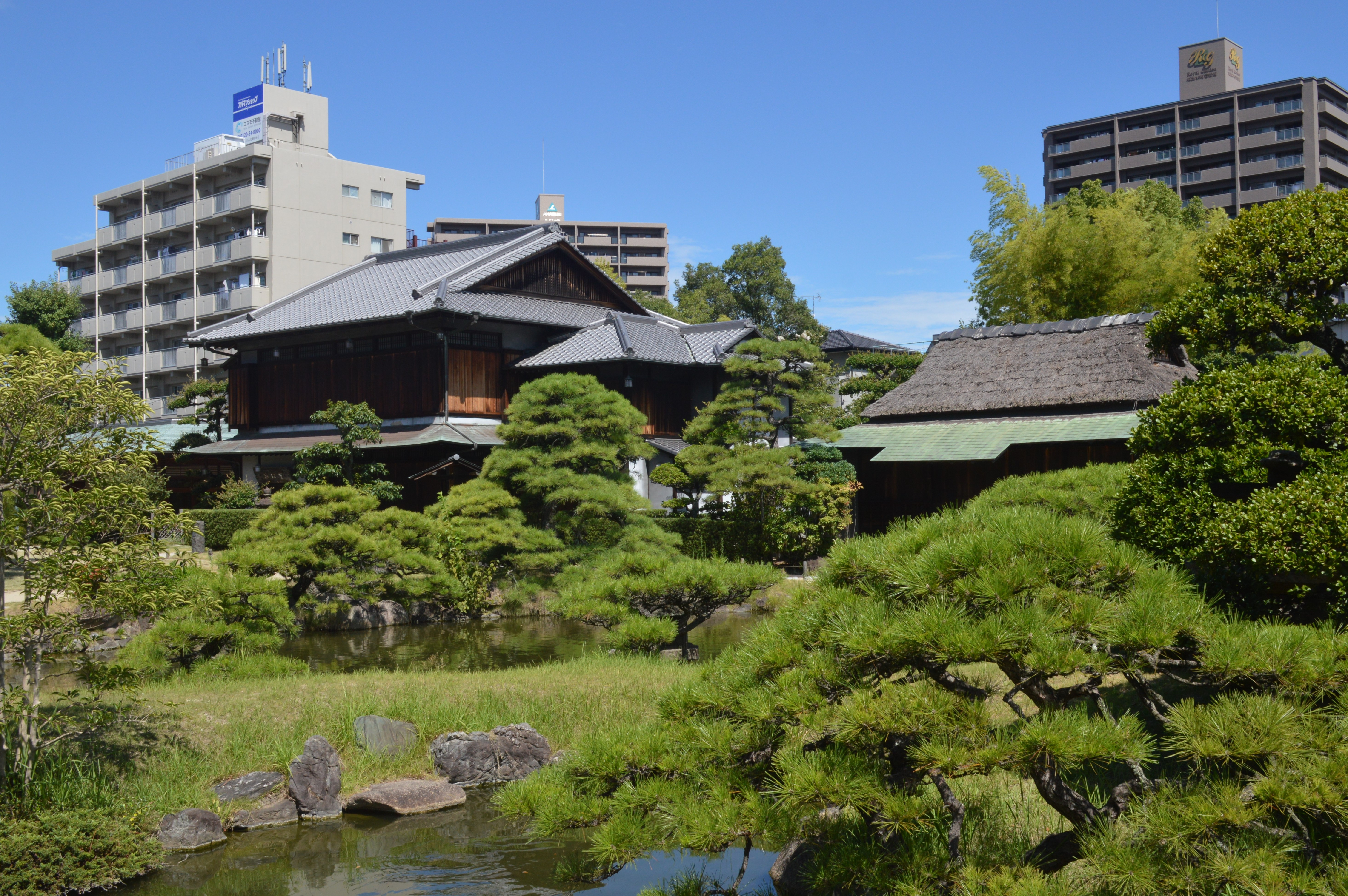
香風園
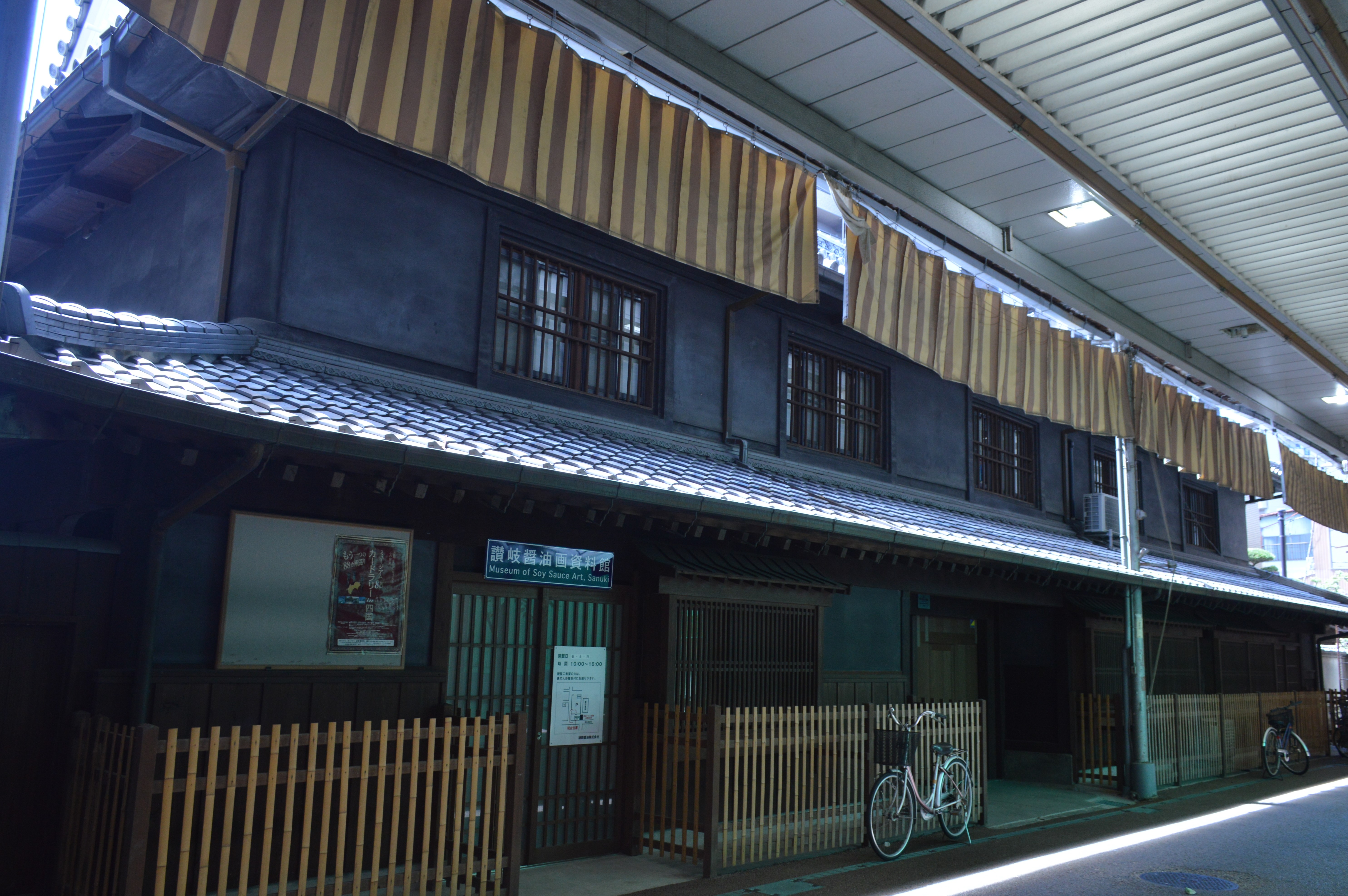
讃岐醤油画資料館